# Rubén Rojo
Rubén Rojo Pinto (Madrid, 15 de diciembre de 1922-Ciudad de México, 30 de marzo de 1993) fue un actor mexicano.

## Biografía y carrera

### Primeros años
Nació en Madrid, siendo hijo del abogado Rubén Rojo Martín de Nicolás y de la escritora y poetisa Mercedes Pinto. Es miembro de la familia Rojo ya que su hermano es el actor Gustavo Rojo y su hermana la actriz Pituka de Foronda, a su vez, fue tío de la actriz Ana Patricia Rojo. 
Tuvo otros dos hermanos, Juan Francisco y Ana María. Durante su infancia y dado el cargo de diplomático de su padre residió en diversos países como Portugal, Brasil, Uruguay, Paraguay, Argentina, Chile y Cuba. En Portugal falleció su hermano Juan Francisco con apenas 15 años, y en Cuba falleció don Rubén a principios de la década de los 40. En 1943 su madre se radicó junto a sus dos hijos y su hija Pituka en México, mientras que Ana María se regresó a España.

### Incursión actoral y consagración

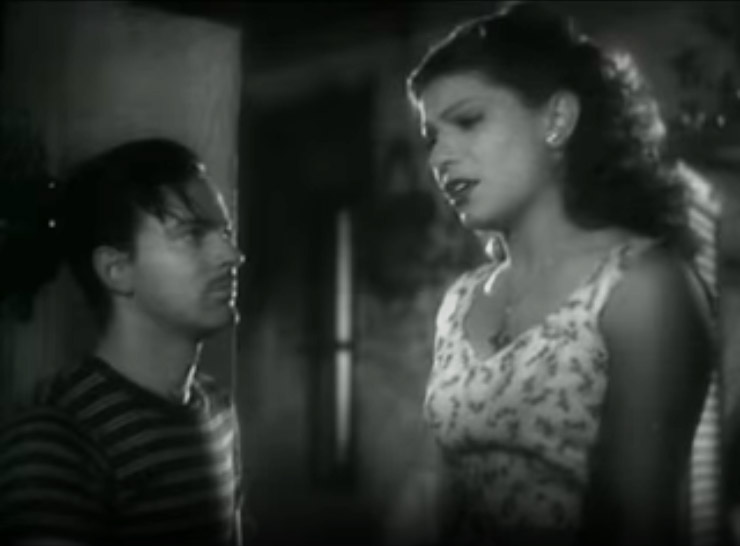
Con Meche Barba en Humo en los ojos (1946).

Como actor Rubén Rojo debutó con apenas 9 años en la puesta en escena de El conde de Luxemburgo, la cual montaron sus padres cuando vivían en Argentina. Ya viviendo en Cuba estudió actuación en la universidad y trabajó como locutor y maestro de cerremonias. Su primer trabajo como actor profesional fue en la película Y ahora seremos felices en 1938. Ya instalado en México la primera película que rodó en dicho país fue Mis hijos en 1943. Fue un destacado actor de la Época de oro del cine mexicano participando en cintas como Soledad (1947) junto a Libertad Lamarque y Marga López; Algo flota sobre el agua (1948) junto a Elsa Aguirre y Arturo de Córdova; Aventurera (1950) junto a Ninón Sevilla, Tito Junco y Andrea Palma; y En carne viva (1951) junto a Rosa Carmina y Crox Alvarado. Trabajó a las órdenes del destacado director español Luis Buñuel en cintas como El gran calavera (1949) junto a los hermanos Andrés y Fernando Soler, Charito Granados y su hermano Gustavo; y La hija del engaño (1951) junto a Fernando Soler, Alicia Caro y Fernando Soto "Mantequilla". En 1952 viaja nuevamente a su natal España donde interviene en cintas como La estrella de Sierra Morena (1952) junto a Lola Flores y José Nieto; y La frontera del miedo (1958) junto a Rafael Alonso y Marisa de Leza. Desde entonces se repartió entre México, España y Estados Unidos interviniendo en una gran cantidad de películas y alternando con destacados actores de dichos países como Jorge Mistral, Abel Salazar, Lola Flores, Ariadna Welter, Ana Luisa Peluffo, Boris Karloff, Jeffrey Hunter y Jack Palance, entre muchos otros.
También participó activamente en la televisión mexicana, siendo su primer trabajo la telenovela Cuatro en la trampa en 1961, protagonizada por Adriana Roel e Ignacio López Tarso. Desde entonces intervino en más de 15 telenovelas entre las que se encuentran: Madres egoístas, Del altar a la tumba, Encrucijada, Los que ayudan a Dios, Rina, Déjame vivir, Amalia Batista, Mi segunda madre y La fuerza del amor.

### Vida y proyectos posteriores
Se casó con la actriz mexicana Marta Aura con quien procreó un hijo, el actor y director Rubén Rojo Aura.
Su último trabajo como actor fue en la película mexicana Muerte por partida doble en 1991, el mismo año participó en la telenovela Valeria y Maximiliano, producida por Carlos Sotomayor y donde alternó con destacados actores como Leticia Calderón, Carlos Bracho, Rosita Arenas y Magda Guzmán, entre otros.

## Muerte
El 30 de marzo de 1993, Rojo falleció en Ciudad de México a los 70 años de edad, a causa de un infarto agudo de miocardio, bronquitis crónica agudizada, e hipertensión arterial sistemática. Su cuerpo fue enterrado en su tumba familiar localizada dentro de la parcela de la Asociación Nacional de Actores (ANDA) del Panteón Jardín, ubicado en la misma ciudad.

## Filmografía

### Cine
| Año  | Título                            | Papel                         | Notas                                                                         |
| ---- | --------------------------------- | ----------------------------- | ----------------------------------------------------------------------------- |
| 1938 | Y ahora seremos felices           | Joven en la estación de radio |                                                                               |
| 1944 | Imprudencia                       | Personaje desconocido         |                                                                               |
| 1944 | Mis hijos                         | Eduardo                       |                                                                               |
| 1945 | Sol y sombra                      | Personaje desconocido         |                                                                               |
| 1945 | El puente del castigo             | Rodolfo                       |                                                                               |
| 1945 | Escuadrón 201                     | Manuel Ceballos               |                                                                               |
| 1945 | Adán, Eva y el diablo             | Personaje desconocido         |                                                                               |
| 1946 | Humo en los ojos                  | Juan Manuel                   |                                                                               |
| 1947 | Soledad                           | Carlos                        |                                                                               |
| 1948 | Dueña y señora                    | Luis                          |                                                                               |
| 1948 | Algo flota sobre el agua          | Lalo                          |                                                                               |
| 1948 | Cortesana                         | Carlos                        |                                                                               |
| 1949 | Aventurera                        | Mario Cervera                 |                                                                               |
| 1949 | Un cuerpo de mujer                | Javier                        |                                                                               |
| 1949 | El gran Calavera                  | Pablo                         |                                                                               |
| 1949 | La hija del penal                 | Ernesto del Villar            |                                                                               |
| 1949 | Cuando baja la marea              | Personaje desconocido         |                                                                               |
| 1949 | El dolor de los hijos             | Librado                       |                                                                               |
| 1950 | El sol sale para todos            | Personaje desconocido         |                                                                               |
| 1950 | Mala hembra                       | Personaje desconocido         |                                                                               |
| 1950 | Cabellera blanca                  | Roberto Palacios              |                                                                               |
| 1950 | Un grito en la noche              | Personaje desconocido         |                                                                               |
| 1950 | La liga de las muchachas          | Pablo                         |                                                                               |
| 1950 | Mujeres en mi vida                | Javier Arias                  |                                                                               |
| 1951 | La niña de la venta               | Juan Luis / Carlos de Osuna   |                                                                               |
| 1951 | Nosotras las sirvientas           | Felipe                        |                                                                               |
| 1951 | La hija del engaño                | Paco                          |                                                                               |
| 1951 | Sensualidad                       | Raúl Luque                    |                                                                               |
| 1951 | El gendarme de la esquina         | Luis                          |                                                                               |
| 1951 | En carne viva                     | Arturo                        |                                                                               |
| 1951 | La reina del mambo                | Miembro de pelea              |                                                                               |
| 1952 | Estrella de Sierra Morena         | Carlos                        |                                                                               |
| 1952 | La loca                           | Esteban de la Garza           |                                                                               |
| 1952 | La huella de unos labios          | Felipe Rivas                  |                                                                               |
| 1953 | El seductor de Granada            | Carlos                        |                                                                               |
| 1953 | Puebla de las mujeres             | Adolfo                        |                                                                               |
| 1954 | Dos caminos                       | Miguel                        |                                                                               |
| 1955 | Sierra maldita                    | Juan                          |                                                                               |
| 1955 | Sucedió en Sevilla                | Juan Antonio                  |                                                                               |
| 1956 | Embajadores en el infierno        | Teniente Luis Durán           |                                                                               |
| 1956 | La legión del silencio            | Chapek                        |                                                                               |
| 1956 | Alexander the Great               | Philotas                      | Producción hispanoestadounidense                                              |
| 1957 | Horas de pánico                   | Dr. Miguel Valdés             | Producción hispanoestadounidense También conocida como Day of Fear            |
| 1957 | Le schiave di Cartagine           | Flavius Metellus              | Producción italomexicana y española También conocida como Esclavas de Cartago |
| 1958 | Ama a tu prójimo                  | Abel                          |                                                                               |
| 1958 | La frontera del miedo             | Pablo Beltrán                 | Producción española                                                           |
| 1958 | Amore a prima vista               | Príncipe Carlos               | Producción italoespañola También conocida como Buenos días, amor              |
| 1959 | Venta de Vargas                   | Capitán Pierre                |                                                                               |
| 1959 | La mujer y la bestia              | Martín                        |                                                                               |
| 1959 | Las locuras de Bárbara            | Personaje desconocido         |                                                                               |
| 1960 | Fontana di Trevi                  | Roberto Proietti              | Producción italoespañola                                                      |
| 1960 | El amor que yo te di              | Raúl                          |                                                                               |
| 1960 | Thaimí, la hija del pescador      | Julio                         |                                                                               |
| 1961 | El barón del terror               | Ronald Miranda/Marcos Miranda |                                                                               |
| 1961 | King of Kings                     | Mateo                         | Producción estadounidense                                                     |
| 1962 | Ahí vienen los Argumedo           | Personaje desconocido         |                                                                               |
| 1963 | Santo en el museo de cera         | Ricardo Carvajal              |                                                                               |
| 1963 | Vuelven los Argumedo              | Novio                         |                                                                               |
| 1963 | Condenados a muerte               | Armando Salas                 |                                                                               |
| 1964 | Neutrón contra el criminal sádico | Oswaldo                       |                                                                               |
| 1966 | Nuestro agente en Casablanca      | Shannon                       | Producción hispanoitaliana                                                    |
| 1966 | Per mille dollari al giorno       | Jason Clark                   | Producción hispanoitaliana También conocida como Por mil dólares al día       |
| 1966 | Cargamento prohibido              | Roberto                       |                                                                               |
| 1968 | La esclava del paraíso            | Ali                           | Producción hispanoitaliana También conocida como 1001 Nights                  |
| 1968 | Las Vegas, 500 millones           | Brian                         |                                                                               |
| 1968 | Réquiem para el gringo            | Tom Leader                    |                                                                               |
| 1969 | La battaglia dell'ultimo panzer   | Sargento Schultz              | Producción hispanoitaliana También conocida como La batalla del último Panzer |
| 1969 | Relaciones casi públicas          | Julián                        |                                                                               |
| 1970 | Como un ídolo de arena            | Personaje desconocido         |                                                                               |
| 1970 | El huésped del sevillano          | Diego de Peñalva              |                                                                               |
| 1970 | El coleccionista de cadáveres     | Pablo                         |                                                                               |
| 1970 | El último día de la guerra        | Soldado O'Brien               |                                                                               |
| 1971 | Siete minutos para morir          | Al Monks / Domenico Lomonaco  |                                                                               |
| 1971 | El juicio de los hijos            | Alejandro                     |                                                                               |
| 1976 | Látigo contra Satanás             | Sacerdote                     |                                                                               |
| 1981 | La dinastía de Drácula            | Don Carlos Solórzano          |                                                                               |
| 1985 | Mexicano ¡Tú puedes!              | Sr. Rivera                    |                                                                               |
| 1986 | ¡Yerba sangrienta!                | Personaje desconocido         |                                                                               |
| 1989 | Bandas guerreras                  | Personaje desconocido         |                                                                               |
| 1989 | Romero                            | Arzobispo Chávez              |                                                                               |
| 1990 | Víctimas de un asesino            | Don Luis                      |                                                                               |
| 1990 | No quiero decir nada              | Personaje desconocido         |                                                                               |
| 1991 | La mafia en Jalisco               | Personaje desconocido         |                                                                               |
| 1991 | Muerte por partida doble          | Don Ramón                     |                                                                               |

### Televisión
| Año     | Título                       | Papel                   | Notas                          |
| ------- | ---------------------------- | ----------------------- | ------------------------------ |
| 1961    | Cuatro en la trampa          | Personaje desconocido   |                                |
| 1963    | Madres egoístas              | Personaje desconocido   |                                |
| 1969    | Del altar a la tumba         | Personaje desconocido   |                                |
| 1969    | Tú eres mi destino           | Personaje desconocido   |                                |
| 1969    | Teatro de siempre            | Personaje desconocido   | Obra: «El cochero de Henschel» |
| 1970    | Encrucijada                  | Richard                 |                                |
| 1970    | El mariachi                  | Del Castillo            |                                |
| 1971-73 | El amor tiene cara de mujer  | Julio                   |                                |
| 1973    | Los que ayudan a Dios        | Darío                   |                                |
| 1974    | El manantial del milagro     | Ramón                   |                                |
| 1976    | Los bandidos del río frío    | Marqués de Valle Alegre |                                |
| 1977    | Rina                         | Rodolfo                 |                                |
| 1978    | Muñeca rota                  | Personaje desconocido   |                                |
| 1980    | Sandra y Paulina             | Personaje desconocido   |                                |
| 1982    | Déjame vivir                 | Nicolás                 |                                |
| 1982-83 | Bianca Vidal                 | Armando                 |                                |
| 1983-84 | Amalia Batista               | Manuel                  |                                |
| 1984    | Guadalupe                    | Personaje desconocido   |                                |
| 1986    | Seducción                    | Alejandro               |                                |
| 1989    | Mi segunda madre             | Leopoldo Sánchez        |                                |
| 1989    | Tres generaciones            | Paulino                 |                                |
| 1990    | Mujer, casos de la vida real | Personaje desconocido   | Episodio: «Las gemelas»        |
| 1990-91 | La fuerza del amor           | Mark                    |                                |
| 1991-92 | Valeria y Maximiliano        | Julio Souberville       |                                |

### Teatro
| Año  | Obra                               |
| ---- | ---------------------------------- |
| 1931 | El conde de Luxemburgo             |
| 1943 | María Magdalena                    |
| 1948 | La dama de las camelias            |
| 1970 | La vida difícil de una mujer fácil |
| 1989 | Pepsi la cariñosa                  |
| 1993 | Camino a Broadway                  |